# 10953 Gerdatschira
A 10953 Gerdatschira (ideiglenes jelöléssel 4276 P-L) a Naprendszer kisbolygóövében található aszteroida. Cornelis Johannes van Houten,  Ingrid van Houten-Groeneveld és Tom Gehrels fedezte fel 1960. szeptember 24-én.